# Hermippus
Genre
Synonymes
- Hermippoides Gravely, 1921

Hermippus est un genre d'araignées aranéomorphes de la famille des Zodariidae.

## Distribution
Les espèces de ce genre se rencontrent en Afrique subsaharienne et en Asie du Sud.

## Liste des espèces
Selon World Spider Catalog (version 25.0, 26/02/2024) :
- Hermippus affinis Strand, 1906
- Hermippus arcus Jocqué, 1989
- Hermippus arjuna (Gravely, 1921)
- Hermippus cruciatus Simon, 1905
- Hermippus gavi Sankaran, Jobi, Joseph & Sebastian, 2014
- Hermippus globosus Sankaran, Jobi, Joseph & Sebastian, 2014
- Hermippus inflexus Sankaran, Jobi, Joseph & Sebastian, 2014
- Hermippus loricatus Simon, 1893
- Hermippus minutus Jocqué, 1986
- Hermippus schoutedeni Lessert, 1938
- Hermippus septemguttatus Lawrence, 1942
- Hermippus tenebrosus Jocqué, 1986
- Hermippus valentinus Logghe & Jocqué, 2023

## Systématique et taxinomie
Ce genre a été décrit par Simon en 1893 dans les Zodariidae.
Hermippoides a été placé en synonymie par Jocqué en 1986.

## Publication originale
- Simon, 1893 : « Études arachnologiques. 25e Mémoire. XL. Descriptions d'espèces et de genres nouveaux de l'ordre des Araneae. » Annales de la Société Entomologique de France, vol. 62, p. 299-330 (texte intégral).